# Gyrolasomyia
Gyrolasomyia is een geslacht van vliesvleugeligen uit de familie Eulophidae. De wetenschappelijke naam van dit geslacht is voor het eerst geldig gepubliceerd in 1913 door Girault.

## Soorten
Het geslacht Gyrolasomyia omvat de volgende soorten:
- Gyrolasomyia asticha Boucek, 1988
- Gyrolasomyia washingtoni Girault, 1913